# Vendetta (film, 1999)
Vendetta (originaltitel: Forever Mine) är en amerikansk-brittisk-kanadensisk film från 1999, skriven och regisserad av Paul Schrader. Huvudrollerna spelas av Joseph Fiennes, Gretchen Mol och Ray Liotta.